# Tea Party
Tea Party este un cântec înregistrat de către interpreta estoniană Kerli și inclus pe coloana sonoră a filmului științifico-fantastic Alice în Țara Minunilor, apărut în anul 2010. Piesa a fost extrasă pe disc single în martie 2010 și succede, în ceea ce privește campania de promovare a peliculei, șlagărul „Alice”, semnat de Avril Lavigne.